# Bordesholm
Bordesholm là một thị trấn thuộc huyện Rendsburg-Eckernförde, bang Schleswig-Holstein.